# Françoise Siedliska
Françoise Siedliska (Roszkowa Wola, 12 novembre 1842 - Rome, 21 novembre 1902), également connue sous son nom religieux de Marie de Jésus Bon Pasteur, est une religieuse polonaise catholique romaine et la fondatrice des Sœurs de la Sainte Famille de Nazareth,. Elle est vénérée comme bienheureuse par l'Église catholique et fêté le 21 novembre,,.

## La vie
Françoise Siedliska est née le 12 novembre 1842, fille aînée du noble Adolf Adam Siedliski et de Cecylia Marianna Morawska, d'origine juive.
Elle reçoit une éducation privée de la part de gouvernantes, dans un ménage indifférent à la foi, jusqu'à ce qu'elle rencontre le prêtre franciscain capucin Léandre Lendzian, qui la prépare pour sa première communion le 1er mai 1855. Elle rencontre le prêtre à Varsovie lors d'un événement organisé par son grand-père en novembre 1854. Siedliska décide de poursuivre une vocation religieuse vers 1860 mais ses parents s'y opposent. Son père dit qu'il préférait la voir morte que devenir religieuse. En 1860, elle s'installe avec ses parents en Suisse, puis en Prusse et en France. Sa santé fragile amène ses parents à chercher des soins pour elle à Murano et Cannes avant le retour de la famille en Pologne en 1865.
La mort de son père en 1870 lui donne la liberté de poursuivre son rêve et elle rejoint le Tiers-Ordre franciscain en 1870 à Lublin. Le 12 avril 1873, guidée par le père Lendzian, elle est encouragée à fonder un ordre, sentant que « c'était la volonté de Dieu qu'elle le fasse ». Siedliska obtient une audience privée avec le pape Pie IX le 1er octobre 1873 et son idée reçoit sa bénédiction apostolique ; elle fonde sa nouvelle congrégation à Rome au début de l'Avent en 1875.
Siedliska fait profession solennelle de religieuse le 1er mai 1884 et prend le nom religieux de "Marie de Jésus Bon Pasteur". La congrégation se répand à un rythme rapide à travers l'Europe. Elle arrive dans le port de New York le 4 juillet 1885 et était à Chicago pour ouvrir des écoles le 6 juillet 1885,,. Siedliska conduit onze sœurs à fonder une communauté à Des Plaines, puis ouvre une maison à Pittsburgh une décennie plus tard, en août 1895. À Rome, elle tient des exercices religieux et des conférences, et écrit des lettres d'encouragement à plus de 29 fondations. Elle voyage à Paris en 1892 et à Londres en 1895. Elle revient à Rome après plusieurs longs voyages le 16 octobre 1902 et ne repart plus en raison de problèmes de santé.
Siedliska meurt à Rome le 21 novembre 1902 d'une péritonite aiguë après six jours de souffrance. Ses restes sont enterrés à Campo Verano le 24 novembre et sont transférés le 9 juillet 1953 à la maison mère de l'ordre au 18 Via Machiavelli. Le 29 septembre 1966, ils sont réinstallés dans le nouveau généralat de l'ordre au 400 Via Nazareth. Son ordre compte plus de 1 500 religieux à travers le monde d'Israël jusqu'en Australie. Son ordre reçoit un décret papal de louange du pape Léon XIII le 1er septembre 1896, puis l'approbation papale définitive du pape Pie XI le 4 juin 1923. En 2005, il comprend 152 maisons avec 1490 religieux ; en 2015 avec le déclin des vocations le nombre tombe à 1300.

## Béatification
Son processus de béatification est ouvert à Rome par le cardinal Basilio Pompili le 4 avril 1922 et fermé en janvier 1928 ; des témoignages sont recueillis à Paris, à Londres et à Chicago en raison de ses nombreuses missions dans ces lieux. Ses écrits reçoivent l'approbation des théologiens le 27 novembre 1937 qui déterminent que ses écrits spirituels ne contreviennent pas à la doctrine catholique. L'introduction officielle à la cause est confiée au pape Pie XII le 5 février 1941 et elle reçoit le titre de servante de Dieu. Le cardinal Francesco Marchetti Selvaggiani supervise la procédure du 6 juin 1941 au 6 mars 1946 avec des témoignages supplémentaires provenant à nouveau d'endroits qu'elle avait visités de son vivant. La Congrégation des Rites valide les procédures précédents le 2 mars 1952 et la Congrégation pour les causes des saints et leurs consultants se rencontrent et approuvent sa cause le 21 juin 1979 ; la CCS l'approuve plus tard le 22 février 1980. Le pape Jean-Paul II confirme ses vertus héroïques et la proclame vénérable le 29 avril 1980.
Le miracle nécessaire à la béatification est étudié à Varsovie dans un processus diocésain supervisé par le cardinal Józef Glemp du 21 février au 9 juin 1986. La CCS le valide à Rome le 21 novembre 1986 avant qu'une commission médicale ne l'approuve le 18 novembre 1987. Les théologiens y consentent également le 15 avril 1988, tout comme la CCS le 5 juillet 1988 avant que Jean-Paul II n'accorde l'approbation finale nécessaire le 1er septembre 1988. Franciszka Siedliska est finalement béatifiée par le pape le 23 avril 1989.